# Vila Flor, Rio Grande do Norte
Vila Flor là một đô thị thuộc bang Rio Grande do Norte, Brasil. Đô thị này có diện tích 47,656 km², dân số năm 2007 là 2699 người, mật độ 56,6 người/km².